# Bảo tàng Quốc gia ở Szczecin
Bảo tàng Quốc gia ở Szczecin (tiếng Ba Lan: Muzeum Narodowe w Szczecinie) là một bảo tàng tọa lạc tại số 27 Phố Staromłyńska, Szczecin, Ba Lan.

## Lược sử hình thành
Bảo tàng Quốc gia ở Szczecin được thành lập vào ngày 1 tháng 8 năm 1945 theo khởi xướng của Lech Krzekotowski, với tên gọi ban đầu là Bảo tàng Thành phố Ba Lan ở Szczecin. Các bộ sưu tập đầu tiên của Bảo tàng đến từ việc tiếp nhận phần còn lại của các bộ sưu tập của Bảo tàng Thành phố (tiếng Đức: Stadtmuseum) và Bảo tàng Nhà nước Pomeranian (tiếng Đức: Pommersches Landesmuseum). Bảo tàng cũng bắt đầu thu thập các tác phẩm nghệ thuật đương đại của Ba Lan. Theo thời gian, các bộ sưu tập của Bảo tàng dần dần mở rộng.
Bảo tàng đạt được vị thế là một tổ chức cấp huyện vào năm 1947, và được nâng lên hạng Bảo tàng Quốc gia vào năm 1970. Trong thập niên 1970, Bảo tàng Quốc gia ở Szczecin được bổ sung thêm hai tòa nhà để trưng bày các bộ sưu tập.

## Triển lãm
Các bộ sưu tập của Bảo tàng Quốc gia ở Szczecin hiện được chia thành các chuyên đề sau: khảo cổ học, nghệ thuật cổ đại và đương đại, lịch sử, hóa tệ, hàng hải và dân tộc học.